# I Am Yours (chanson)
Pour les articles homonymes, voir I Am Yours.
Chansons représentant l'Autriche au Concours Eurovision de la chanson
Rise Like a Phoenix
(2014) Loin d'ici
(2016)
I Am Yours (en français « Je suis à toi ») est la chanson du groupe The Makemakes qui représente l'Autriche au Concours Eurovision de la chanson 2015 à Vienne.
L'Autriche étant le pays hôte du Concours cette année, elle est directement qualifiée pour la finale le 23 mai 2015, au cours de laquelle elle termine à la 27e et dernière place avec 0 point, ex æquo avec l'Allemagne.